# Ritchiea capparoides
Ritchiea capparoides là một loài thực vật có hoa trong họ Capparaceae. Loài này được (Andrews) Britten miêu tả khoa học đầu tiên năm 1917.